# Pronous pance
Pronous pance är en spindelart som beskrevs av Levi 1995. Pronous pance ingår i släktet Pronous och familjen hjulspindlar.
Artens utbredningsområde är Colombia. Inga underarter finns listade i Catalogue of Life.